# Col de la Bouïba
Le col de la Bouïba (en russe : Буйбинский перевал, Bouïbinski pereval) est un col franchissant la déliminitation entre les crête de Kouloumys et de l'Oïa du Saïan occidental, dans les monts Saïan. entre la périphérie orientale des crêtes Kouloumys et de l'Oïa du Saïan occidental. C'est un des deux seuls cols vers la Touva, avec le col des Saïan.
Le col est situé au 609e km de la route fédérale R257, dans le raïon de Iermkovskoïe, à la limite entre les selsoviets de Tanzybev et d'Aradan, au sein du parc naturel Ergaki. Le nom du col provient de la rivière Bouïba, un affluent droit de la rivière Ous. Une partie de la route du col est dotée une galerie d'avalanche, longue de 1 340 mètres, soit la plus longue de Russie.
Le col est emprunté par la route de l'Ous, route historique de Minoussinsk à Kyzyl, reliant la Khakassie à Touva.
La plate-forme d'observation, doté d'un stūpa, offre un point de vue exceptionnelle sur les « Saïan dormants » et la crête de l'Ergaki. Il se situe près du lac Oïskoïe, et non loi du col d'Oïa et d'une piste de ski. Non-loin se situe aussi l'entrée du parc Ergaki, vers la vallée de la Bouïba inférieure.

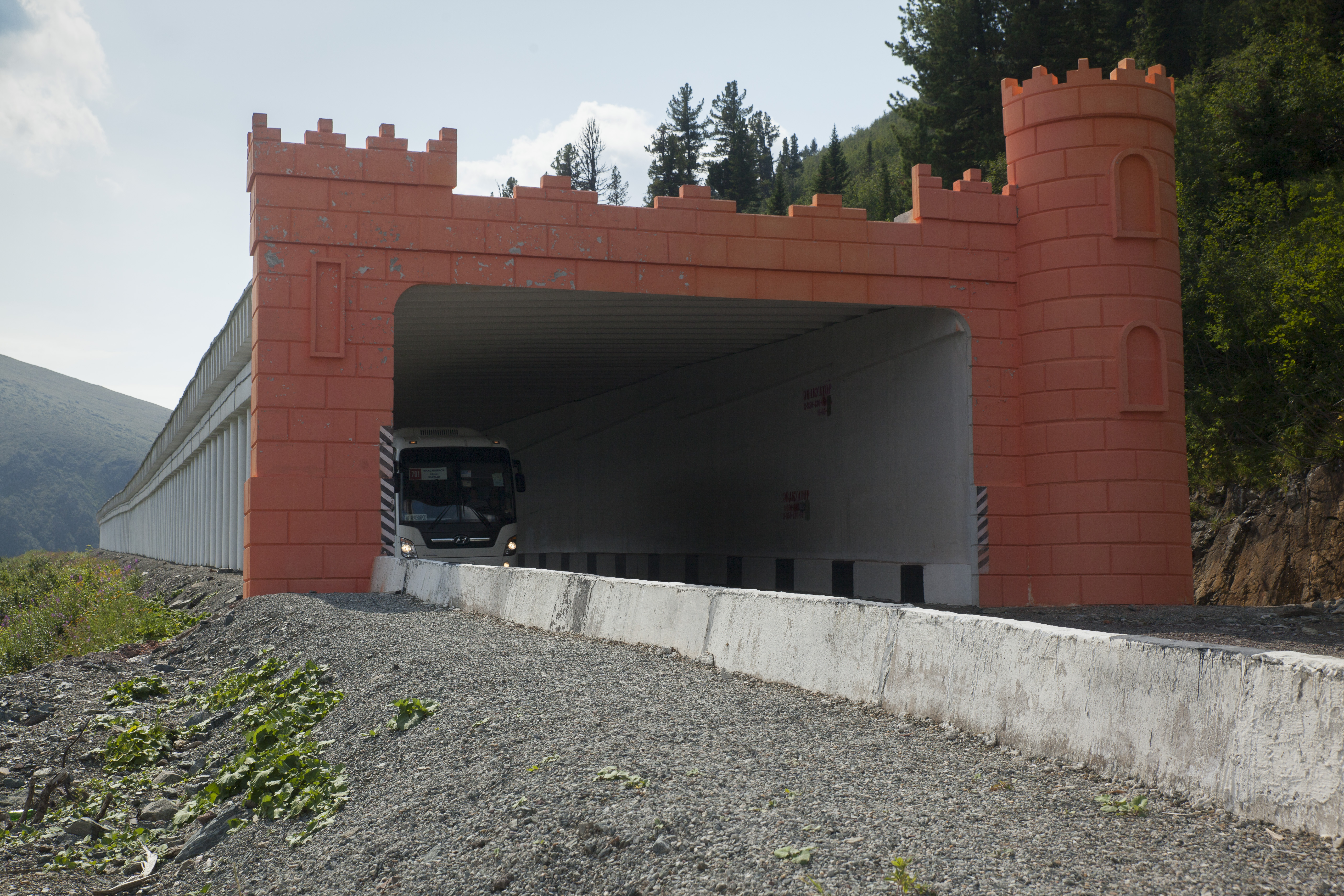
Galerie d'avalanches du côté du point d'observation
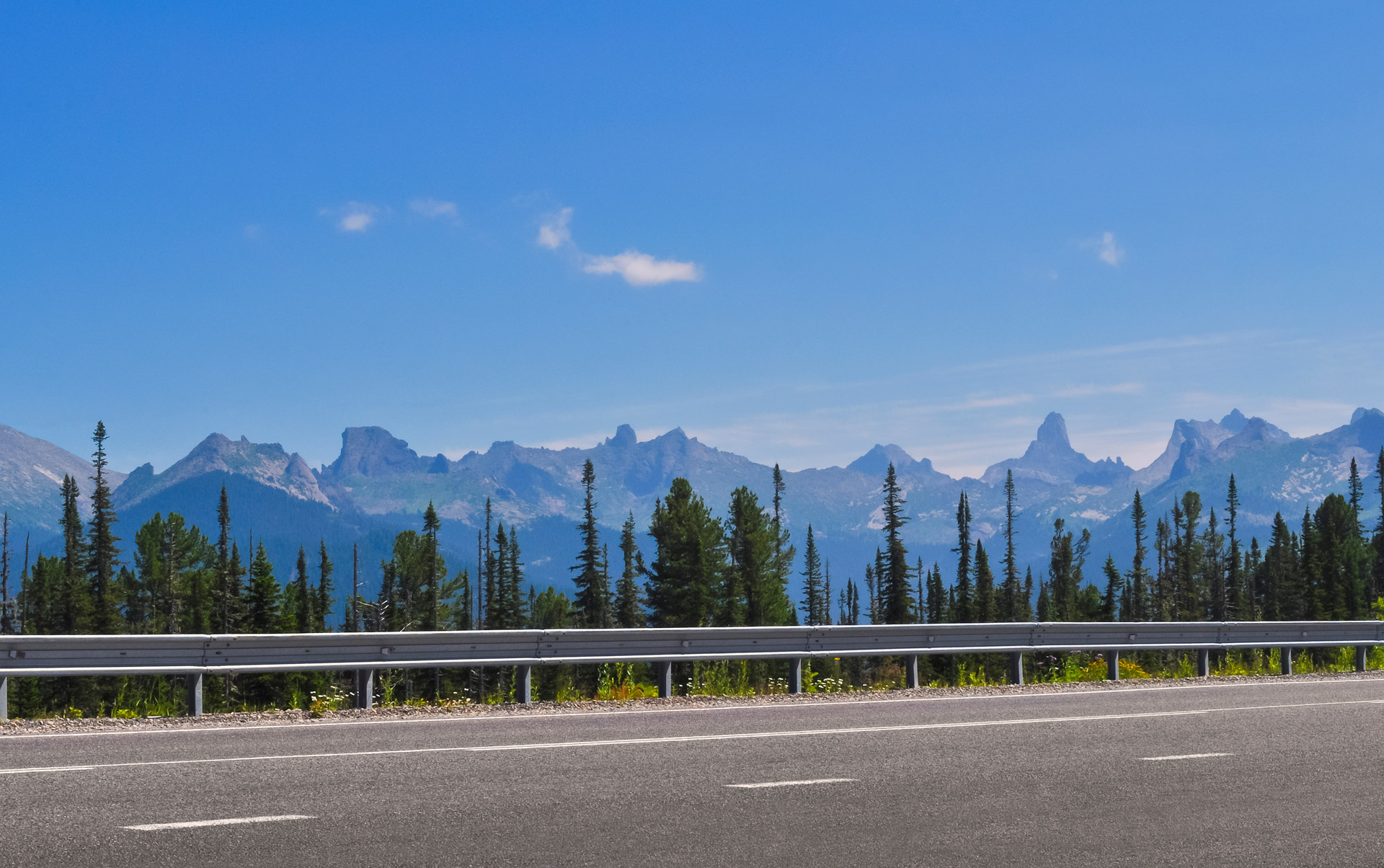
Vue de la crête Ergaki.
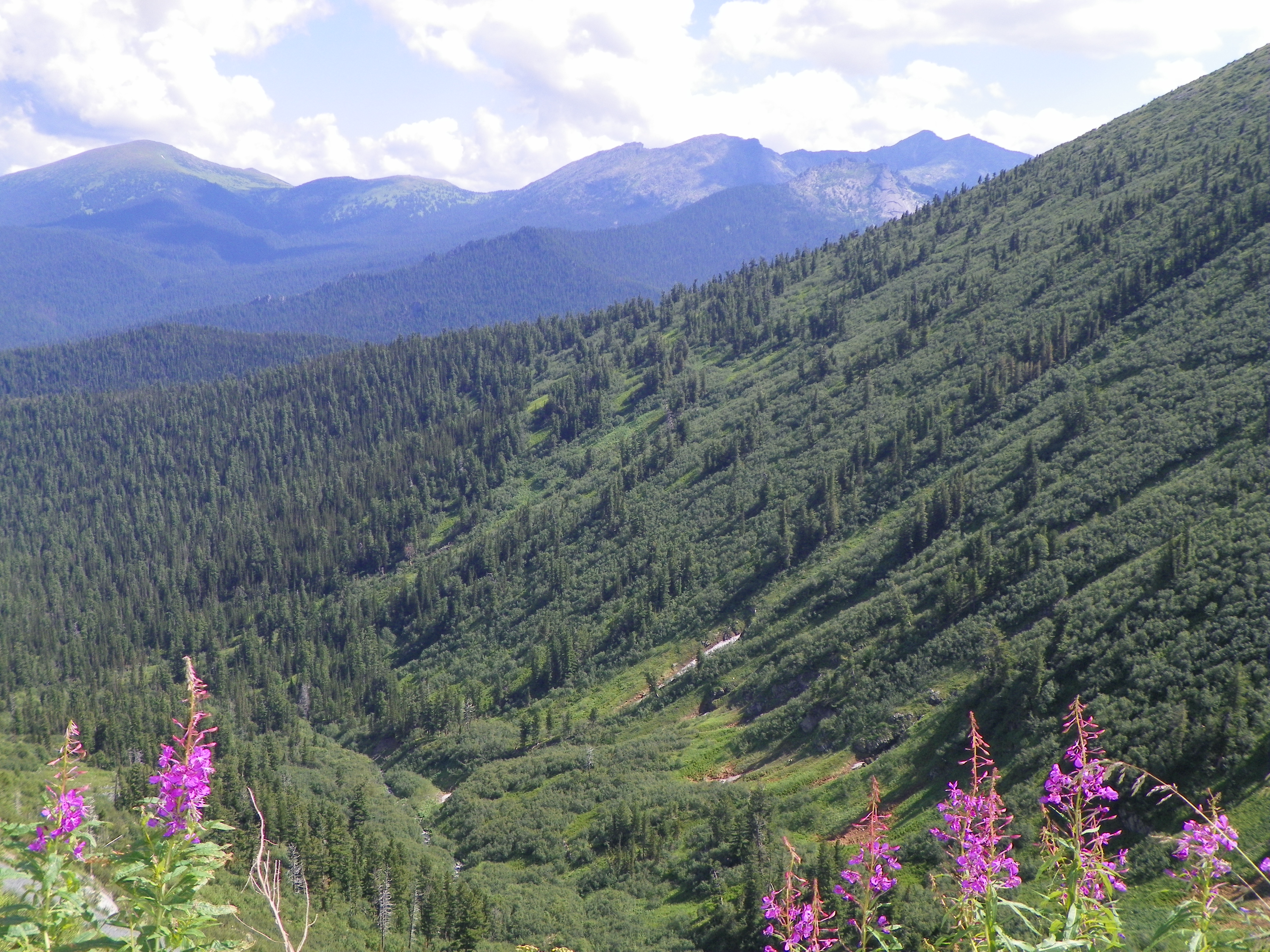
La nature du col de la Bouïba en été

## Accident du 28 avril 2002
Le 8 avril 2002, à l'intersection d'une ligne de transmission de 220 kV avec le 603e km de l'autoroute Ienisseï, un hélicoptère Mi-8 s'est écrasé. Il y avait 20 personnes à bord, dont le gouverneur du territoire de Krasnoïarsk Alexandre Lebed et des journalistes pour l'ouverture d'une piste de ski. À cause de la mauvaise visibilité, l'hélicoptère a touché des lignes électriques de la route, tuant huit personnes dont Alexandre Lebed. Depuis, un mémorial et une chapelle ont été érigés.